# Craig Levein
Craig William Levein (n. Dunfermline, Escocia, el 22 de octubre de 1964) es un ex-futbolista y entrenador de fútbol escocés. Durante su carrera como jugador jugó para el Cowdenbeath y el Hearts. También jugó 16 partidos con Escocia y fue parte del equipo que participó en la Copa Mundial de Fútbol de 1990. El último equipo al que dirigió fue la Selección de fútbol de Escocia, entre 2009 y 2012.

## Trayectoria como jugador
Levein pasó toda su carrera en dos clubes: El Cowdenbeath Football Club y el Hearts. Con este último ganó la Copa de Escocia y estuvo a punto de ganar la liga en la temporada 1985/86. Su participación durante esa campaña le hizo merecedor del premio al Jugador Joven del Hearts del Año. Jugó con el Hearts hasta su retiro en 1997, pasando más de una década en el club de Edimburgo.

## Clubes
| Club        | País    | Año         |
| ----------- | ------- | ----------- |
| Cowdenbeath | Escocia | 1981 - 1983 |
| Hearts      | Escocia | 1983 - 1997 |

## Trayectoria como entrenador
Luego de varios años dirigiendo a varios equipos en Escocia e Inglaterra; Levein fue nombrado como el entrenador de la selección mayor de Escocia en diciembre de 2009. No obstante, después de casi tres años de pobres resultados, la Federación Escocesa de Fútbol decidió terminar su contrato el 5 de noviembre de 2012, siendo reemplazado en forma interina por el actual entrenador de la selección sub-21 escocesa, Billy Stark.

## Equipos dirigidos
| Club                           | País       | Año         |
| ------------------------------ | ---------- | ----------- |
| Cowdenbeath                    | Escocia    | 1997 - 2000 |
| Hearts                         | Escocia    | 2000 - 2004 |
| Leicester City                 | Inglaterra | 2004 - 2006 |
| Raith Rovers                   | Escocia    | 2006        |
| Dundee United                  | Escocia    | 2006 - 2009 |
| Selección de fútbol de Escocia | Escocia    | 2009 - 2012 |